# Louhi járás

A Louhi járás Karéliában

A Louhi járás (oroszul Лоухский муниципальный район) Oroszország egyik járása Karéliában. Székhelye Louhi.

## Népesség
- 2002-ben 20 128 lakosa volt, melyből 14 366 orosz (71,4%), 3 071 karjalai (15,3%), 1 397 fehérorosz (6,9%), 626 ukrán (3,1%), 171 finn (0,85%), 86 tatár, 65 lengyel, 46 litván, 40 csuvas, 27 mordvin, 20 üzbég, 20 vepsze, 19 német, 19 örmény, 15 moldáv.
- 2010-ben 14 760 lakosa volt.